# Novisuccinea ovalis
Novisuccinea ovalis är en snäckart som först beskrevs av Thomas Say 1817.  Novisuccinea ovalis ingår i släktet Novisuccinea och familjen bärnstenssnäckor. Inga underarter finns listade i Catalogue of Life.

## Bildgalleri

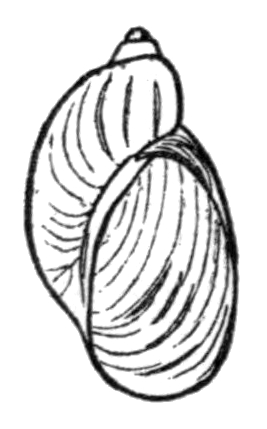